# Ґневкувець
Ґневкувець (пол. Gniewkówiec, нім. Argendorf) — село в Польщі, у гміні Злотники-Куявські Іновроцлавського повіту Куявсько-Поморського воєводства.
Населення — 434 особи (2011).
У 1975-1998 роках село належало до Бидгощського воєводства.

## Демографія
Демографічна структура станом на 31 березня 2011 року:
|          | Загалом | Допрацездатний вік | Працездатний вік | Постпрацездатний вік |
| -------- | ------- | ------------------ | ---------------- | -------------------- |
| Чоловіки | 219     | 50                 | 148              | 21                   |
| Жінки    | 215     | 47                 | 126              | 42                   |
| Разом    | 434     | 97                 | 274              | 63                   |